# Redo för morgondagen
Redo för morgondagen är en amerikansk film från 1944 i regi av Irving Pichel. Det är en filmatisering av Rachel Fields roman Redo för morgondagen.

## Handling
Den fattige läkaren Merek Vance får chans att experimentera på den döva och rika Emily Blair för att bota hennes dövhet.

## Rollista
- Alan Ladd - Merek Vance
- Loretta Young - Emily Blair
- Susan Hayward - Janice Blair
- Barry Sullivan - Jeff Stoddard
- Beulah Bondi - tant 'Em'
- Cecil Kellaway - dr. Weeks
- Grant Mitchell - farbror Wallace
- Helen Mack - Angeletta Gallo